# Nahuel Gallardo
Nahuel Ezequiel Gallardo (Buenos Aires, 9 gennaio 1998) è un calciatore argentino, difensore del Delfín.

## Biografia
È figlio dell'allenatore di calcio ed ex calciatore argentino Marcelo Gallardo.

## Caratteristiche tecniche
È un terzino sinistro.

## Carriera
Cresciuto nel settore giovanile del River Plate, ha esordito in prima squadra il 29 ottobre 2017 disputando l'incontro di Primera División perso 4-0 contro il Talleres (C).

## Statistiche
Statistiche aggiornate al 6 aprile 2019.

### Presenze e reti nei club
| Stagione        | Squadra         | Campionato      | Campionato | Campionato | Coppe nazionali | Coppe nazionali | Coppe nazionali | Coppe continentali | Coppe continentali | Coppe continentali | Altre coppe | Altre coppe | Altre coppe | Totale | Totale | Totale |
| Stagione        | Squadra         | Comp            | Pres       | Reti       | Comp            | Pres            | Reti            | Comp               | Pres               | Reti               | Comp        | Pres        | Reti        | Pres   | Reti   |        |
| --------------- | --------------- | --------------- | ---------- | ---------- | --------------- | --------------- | --------------- | ------------------ | ------------------ | ------------------ | ----------- | ----------- | ----------- | ------ | ------ | ------ |
| 2017-2018       | River Plate     | PD              | 1          | 0          | CA              | 0               | 0               | CL                 | 0                  | 0                  |             | -           | -           | 1      | 0      |        |
| 2018-2019       | River Plate     | PD              | 4          | 0          | CA              | 0               | 0               | CL                 | 0                  | 0                  |             | -           | -           | 4      | 0      |        |
| Totale carriera | Totale carriera | Totale carriera | 5          | 0          |                 | 0               | 0               |                    | -                  | -                  |             | -           | -           | 5      | 0      |        |

## Palmarès

### Club

#### Competizioni nazionali
- Copa Argentina: 1

River Plate: 2018-2019

#### Competizioni internazionali
- Recopa Sudamericana: 2

River Plate: 2019
Defensa y Justicia: 2021
- Coppa Sudamericana: 1

Defensa y Justicia: 2020